# Alexandra Alexandrowna Panowa
Alexandra Alexandrowna Panowa (russisch Александра Александровна Панова; englische Schreibweise Alexandra Panova; * 2. März 1989 in Krasnodar, Sowjetunion) ist eine russische Tennisspielerin.

## Karriere
Panowa begann im Alter von neun Jahren mit dem Tennissport. Sie spielt am liebsten von der Grundlinie und bevorzugt laut WTA-Profil den Sandplatz. Auf ITF-Turnieren gewann sie bislang acht Einzel- und 16 Doppeltitel.
Ihren ersten WTA-Titel gewann sie beim Turnier im usbekischen Taschkent. An der Seite von Tazzjana Putschak besiegte sie Alexandra Dulgheru und Magdaléna Rybáriková mit 6:3, 6:4. Titel Nummer zwei gewann sie im Februar 2012 mit Doppelpartnerin Eva Birnerová in Bogotá. Der dritte Titel folgte gut zwei Monate später an der Seite von Petra Cetkovská im marokkanischen Fès.
Im Mai 2012 erreichte sie im Einzel Position 74 der Weltrangliste. Bei den French Open schied sie allerdings in Runde eins mit 3:6, 3:6 gegen Kaia Kanepi aus Estland aus. Auch in Wimbledon kam das Aus bereits mit dem Auftaktmatch. Dennoch konnte sie sich im Juli 2012 im Ranking auf Platz 71 verbessern.
Im Doppel rückte sie im April 2013 bis auf Platz 42 vor. Bei den French Open stand sie 2014 zusammen mit Kanepi erstmals im Achtelfinale eines Grand-Slam-Turniers. Im Juli gewann sie dann beim WTA-Turnier in Baku an der Seite von Heather Watson ihren vierten WTA-Titel. Insgesamt gewann sie bislang sieben WTA-Doppeltitel.
Im Jahr 2013 spielte Panowa für die russische Fed-Cup-Mannschaft und verlor ihr einziges Spiel.

## Turniersiege

### Einzel
| Nr. | Datum              | Turnier          | Kategorie   | Belag             | Finalgegnerin         | Ergebnis               |
| --- | ------------------ | ---------------- | ----------- | ----------------- | --------------------- | ---------------------- |
| 1.  | 28. Mai 2005       | Kiew             | ITF $10.000 | Sand              | Oksana Ljubzowa       | 3:6, 7:64, 2:0 Aufgabe |
| 2.  | 1. Oktober 2006    | Thessaloniki     | ITF $10.000 | Sand              | Madlen Kadur          | 6:77, 6:4, 6:2         |
| 3.  | 21. März 2010      | Sankt Petersburg | ITF $10.000 | Hartplatz (Halle) | Neuza Silva           | 6:1, 7:5               |
| 4.  | 11. September 2011 | Saransk          | ITF $50.000 | Sand              | Marina Melnikowa      | 6:0, 6:2               |
| 5.  | 2. Oktober 2011    | Telawi           | ITF $50.000 | Sand              | Alexandra Cadanțu     | 4:6, 6:1, 6:1          |
| 6.  | 21. September 2013 | Batumi           | ITF $25.000 | Hartplatz         | Kateryna Koslowa      | 6:4, 0:6, 7:5          |
| 7.  | 29. September 2013 | Telawi           | ITF $50.000 | Sand              | Wiktorija Kan         | 7:5, 6:1               |
| 8.  | 22. April 2018     | Antalya          | ITF $15.000 | Sand              | Anastassija Pribylowa | 6:2, 7:63              |

### Doppel
| Nr. | Datum              | Turnier              | Kategorie         | Belag             | Partnerin            | Finalgegnerinnen                              | Ergebnis          |
| --- | ------------------ | -------------------- | ----------------- | ----------------- | -------------------- | --------------------------------------------- | ----------------- |
| 1.  | 9. April 2005      | Minsk                | ITF $10.000       | Teppich (Halle)   | Olga Panowa          | Wolha Hawarzowa Katerina Polunina             | 7:5, 6:3          |
| 2.  | 27. Mai 2005       | Kiew                 | ITF $10.000       | Sand              | Olga Panowa          | Wassilissa Dawydowa Kristina Grigorian        | 6:2, 6:0          |
| 3.  | 23. September 2006 | Mytilini             | ITF $10.000       | Hartplatz         | Maja Kambic          | Anna Koumantou İpek Şenoğlu                   | 6:2, 6:1          |
| 4.  | 30. September 2006 | Thessaloniki         | ITF $10.000       | Sand              | Nicole Clerico       | Amra Sadikovic Stefanie Vögele                | 6:4, 7:68         |
| 5.  | 13. September 2008 | Russe                | ITF $25.000       | Sand              | Xenija Perwak        | Witalija Djatschenko Jewgenija Paschkowa      | 6:2, 6:75, [10:5] |
| 6.  | 1. März 2009       | Fort Walton Beach    | ITF $25.000       | Hartplatz         | Tazzjana Putschak    | Jekaterina Bytschkowa Kazjaryna Dsehalewitsch | 6:2, 6:2          |
| 7.  | 3. April 2010      | Chanty-Mansijsk      | ITF $50.000       | Teppich (Halle)   | Xenija Perwak        | Ljudmyla Kitschenok Nadija Kitschenok         | 7:67, 2:6, [10:7] |
| 8.  | 25. September 2010 | Taschkent            | WTA International | Hartplatz         | Tazzjana Putschak    | Alexandra Dulgheru Magdaléna Rybáriková       | 6:3, 6:4          |
| 9.  | 25. Dezember 2010  | Pune                 | ITF $25.000       | Hartplatz         | Nina Brattschikowa   | Sachie Ishizu Hanna Schkudun                  | 6:3, 7:63         |
| 10. | 9. Juli 2011       | Biarritz             | ITF $100.000      | Sand              | Urszula Radwańska    | Erika Sema Roxane Vaisemberg                  | 6:2, 6:1          |
| 11. | 18. Februar 2012   | Bogotá               | WTA International | Hartplatz         | Eva Birnerová        | Mandy Minella Stefanie Vögele                 | 6:2, 6:2          |
| 12. | 28. April 2012     | Fès                  | WTA International | Sand              | Petra Cetkovská      | Irina-Camelia Begu Alexandra Cadanțu          | 3:6, 7:65, [11:9] |
| 13. | 12. Mai 2012       | Cagnes-sur-Mer       | ITF $100.000+H    | Sand              | Urszula Radwańska    | Katalin Marosi Renata Voráčová                | 7:5, 4:6, [10:6]  |
| 14. | 7. März 2014       | Campinas             | ITF $25.000       | Sand              | Ljudmyla Kitschenok  | Laura Thorpe Stephanie Vogt                   | 6:1, 6:3          |
| 15. | 15. März 2014      | São Paulo            | ITF $25.000       | Sand              | Irina-Camelia Begu   | María Fernanda Álvarez Terán María Irigoyen   | 6:4, 3:6, [11:9]  |
| 16. | 6. Juli 2014       | Contrexéville        | ITF $100.000      | Sand              | Laura Thorpe         | Irina-Camelia Begu María Irigoyen             | 6:3, 4:0 Aufgabe  |
| 17. | 27. Juli 2014      | Baku                 | WTA International | Hartplatz         | Heather Watson       | Ioana Olaru Shahar Peer                       | 6:2, 7:63         |
| 18. | 15. November 2014  | Dubai                | ITF $75.000       | Hartplatz         | Witalija Djatschenko | Ljudmyla Kitschenok Olha Sawtschuk            | 3:6, 6:2, [10:4]  |
| 19. | 2. August 2015     | Baku                 | WTA International | Hartplatz         | Margarita Gasparjan  | Witalija Djatschenko Olha Sawtschuk           | 6:3, 7:5          |
| 20. | 3. Oktober 2015    | Taschkent            | WTA International | Hartplatz         | Margarita Gasparjan  | Wera Duschewina Kateřina Siniaková            | 6:1, 3:6, [10:3]  |
| 21. | 8. Mai 2016        | Indian Harbour Beach | ITF $75.000       | Sand              | Julia Glushko        | Jessica Pegula Maria Sanchez                  | 7:5, 6:4          |
| 22. | 19. Oktober 2018   | Moskau               | WTA Premier       | Hartplatz         | Laura Siegemund      | Raluca Olaru Darija Jurak                     | 6:2, 7:62         |
| 23. | 28. Oktober 2018   | Poitiers             | ITF $80.000       | Hartplatz (Halle) | Anna Blinkowa        | Viktorija Golubic Arantxa Rus                 | 6:1, 6:1          |
| 24. | 29. Juli 2023      | Hamburg              | WTA 250           | Sand              | Anna Danilina        | Miriam Kolodziejová Angela Kulikov            | 6:4, 6:2          |
| 25. | 20. Juli 2024      | Palermo              | WTA 250           | Sand              | Jana Sisikowa        | Yvonne Cavalle-Reimers Aurora Zantedeschi     | 4:6, 6:3, [10:5]  |
| 26. | 11. Januar 2025    | Adelaide             | WTA 500           | Hartplatz         | Guo Hanyu            | Beatriz Haddad Maia Laura Siegemund           | 7:5, 6:4          |
| 27. | 28. Juni 2025      | Bad Homburg          | WTA 500           | Rasen             | Guo Hanyu            | Ljudmyla Kitschenok Ellen Perez               | 4:6, 7:64, [10:5] |

## Abschneiden bei Grand-Slam-Turnieren

### Einzel
| Turnier         | 2008 | 2009 | 2010 | 2011 | 2012 | 2013 | 2014 | 2015 | 2016 | 2017 | Karriere |
| --------------- | ---- | ---- | ---- | ---- | ---- | ---- | ---- | ---- | ---- | ---- | -------- |
| Australian Open | —    | Q3   | Q1   | Q1   | Q3   | 1    | Q2   | 2    | Q2   | —    | 2        |
| French Open     | —    | Q2   | Q1   | Q1   | 1    | Q2   | Q2   | Q1   | —    | Q2   | 1        |
| Wimbledon       | —    | —    | Q1   | Q1   | 1    | Q1   | Q1   | Q2   | Q2   | —    | 1        |
| US Open         | Q1   | Q1   | Q3   | 1    | 1    | Q3   | Q3   | 1    | Q2   | Q1   | 1        |

Zeichenerklärung: S = Turniersieg; F, HF, VF, AF = Einzug ins Finale / Halbfinale / Viertelfinale / Achtelfinale; 1, 2, 3 = Ausscheiden in der 1. / 2. / 3. Hauptrunde; Q1, Q2, Q3 = Ausscheiden in der 1. / 2. / 3. Qualifikationsrunde; nicht ausgetragen

### Doppel
| Turnier         | 2011 | 2012 | 2013 | 2014 | 2015 | 2016 | 2017 | 2018 | 2019 | 2020 | 2021 | 2022 | 2023 | 2024 | 2025 | Karriere |
| --------------- | ---- | ---- | ---- | ---- | ---- | ---- | ---- | ---- | ---- | ---- | ---- | ---- | ---- | ---- | ---- | -------- |
| Australian Open | —    | 1    | 2    | 1    | 2    | 2    | —    | —    | 1    | —    | —    | —    | 1    | VF   | AF   | VF       |
| French Open     | 1    | 2    | 1    | AF   | 2    | 1    | 2    | —    | —    | —    | 1    | 1    | 1    | VF   | 1    | VF       |
| Wimbledon       | 1    | 1    | 1    | —    | 2    | 2    | 1    | —    | 1    |      | —    | —    | 2    | 1    | 2    | 2        |
| US Open         | 2    | 2    | 1    | 1    | 2    | 1    | —    | —    | —    | —    | —    | 1    | —    | 2    |      | 2        |

## Persönliches
Alexandra Panowa lebt in Moskau.